# Vegetación alpina de Tasmania
La vegetación alpina de Tasmania es un tipo de vegetación  propia de las zonas montañosas de Tasmania, Australia. Este tipo de vegetación de páramo es un aglomerado de plantas de crecimiento muy lento y muy compactas que se encuentran en los límites de algunos entornos alpinos de Tasmania. Las plantas de colchón forman unos "cojines" de superficie lisa de varias plantas diferentes, de ahí el nombre común de brezo de cojín. El patrón de crecimiento del cojín proporciona protección contra el viento desecante y ayuda a preservar el conjunto.
Esta vegetación es de crecimiento muy lento y, por lo tanto, muy frágil. La mayor parte de la propagación es por expansión lenta, aunque dos especies, Abrotanella forsteroides y Pterygopappus lawrencei producen suficiente semilla viable para sobrevivir al fuego. Las otras especies son generalmente destruidas en forma permanente por el fuego.
El suelo donde se desarrolla la vegetación alpina de Tasmania es por lo general de baja calidad, a menudo grava con una delgada capa de  turba.

## Especies vegetales características
En estos aglomerados de vegetación se encuentran las siguientes especies:

### Asteraceae
- Abrotanella forsteroides (Abrotanella)
- Ewartia meredithiae (Ewartia)
- Pterygopappus lawrencei (Pterygopappus)

### Caryophyllaceae
- Colobanthus pulvinatus (Colobanthus)
- Scleranthus biflorus (Scleranthus)

### Donatiaceae
- Donatia novae-zelandiae (Donatia)

### Epacridaceae
- Dracophyllum minimum (Dracophyllum)

### Loganiaceae
- Mitrasacme archeri (Mitrasacme)

### Scrophulariaceae
- Chionohebe ciliolata (Chionohebe)

### Stylidiaceae
- Phyllachne colensoi (Phyllachne)

### Thymelaeaceae
- Pimelea pygmaea (Pimelea)

### Centrolepidaceae
- Centrolepis monogyna (Centrolepis)
- Centrolepis muscoides (Centrolepis)
- Gaimardia fitzgeraldii (Gaimardia)
- Gaimardia setacea (Gaimardia)

### Cyperaceae
- Carpha rodwayi (Carpha)
- Oreobolus acutifolius (Oreobolus)
- Oreobolus oligocephalus (Oreobolus)
- Oreobolus oxycarpus (Oreobolus)
- Oreobolus pumilio (Oreobolus)